# Athyreus bifurcatus
Athyreus bifurcatus är en skalbaggsart som beskrevs av Macleay 1819. Athyreus bifurcatus ingår i släktet Athyreus och familjen Bolboceratidae. Inga underarter finns listade.